# Thomas Hanks (vetenskapsman)
Thomas C. Hanks är en amerikansk vetenskapsman som bland annat bidragit till Momentmagnitudskalan. Han arbetar för USGS i Menlo Park, Kalifornien.